# オモナ (アルバム)
『オモナ』（어머나）は、韓国の女性トロット歌手チャン・ユンジョンのアルバムである。代表曲「オモナ!」収録。

## 概要
2003年、ミニアルバム「オモナ」による実質デビューに続き、その正規版として2004年10月22日に、アルバム1集 『어머나（オモナ）』 として発表された。
タイトル曲「オモナ!」を中心に、特に2004年12月から2005年2月にかけて大ヒットし、「ソウル歌謡大賞・成人歌謡部門大賞」をはじめ、同年の歌謡大賞諸賞を総なめにした。
いわゆる「新世代トロット」の象徴的なアルバムである。

## 収録曲
1. 어머나！ （オモナ）
2. 여자의 거울 （ヨジャエ コウル）   「女の鏡」の意。
3. 후 - WHO （フ）   「後」の意。
4. 눈물의 부르스 （ヌンムレ ブルス）   「涙のブルース」の意。
5. 수은등 （スウンドゥン）   「水銀燈」の意。
6. 변심 （ピョンシム）   「変心（心がわり）」の意。
7. 바보같은 미소 （パボガットゥン ミソ）   「馬鹿みたいなほほえみ」の意。趙甲卿が1989年に発表した曲のカバー。Waxも2003年の第4集でカバーした。
8. 비에 젖은 터미널 （ピエ ジョジュン トミナル）   「 雨に濡れたターミナル 」
9. I.O.U
10. 어머나！ - Remix
11. 어머나！ - MR
12. 여자의 거울 - MR

## オモナ!
「オモナ!」（어머나!）は、チャン・ユンジョンの楽曲。作詞・作曲：ユン・ミョンソン、編曲：キム・ジョンムク。 2003年のミニアルバム「オモナ」が初出。

### 解説
「オモナ」とは、女性が驚いた際に用いる感嘆詞。日本語の「あらまぁ！」に相当する。
曲自体は旧来的なトロット・ナンバーであり、若い女性の恋心を歌う歌詞自体も特に目新しいものではなく、普通のトロット歌手が歌えば恐らく平凡なものになっていたと考えられる。事実、新人歌手の曲でもあり、発表直後には単なるトロットと受け止められて、反応は鈍かった。
しかし、チャン・ユンジョンが近年はK-POPに押されて中高年にファン層が偏っていたトロット界にアイドル並みのルックスを持つ若手歌手として現れ、どちらかといえば暗い楽風であったトロットのイメージを打ち破って若々しい歌唱を見せ、コンサートやメディア出演の際には華やかな衣装や軽妙なダンスを取り入れたため、通常はトロットに見向きもしなかった若年層まで惹きつけ、同曲が大ヒットする原動力となった。
連日のメディアへの露出も数多く、2003年10月26日に、はじめて仁川のFMラジオ番組iFMでオンエアされて以来、2004年5月末までにテレビ、ラジオ、ケーブルテレビなどを通じて計7230回（月平均380回）以上オンエアされた。これは調査会社スター・アンド・スター社が2001年に集計を始めて以来、歌曲分野では最多のオンエア回数を誇っている。
この大ヒットによって、チャンは、「トロット・クイーン」、「新世代トロット」と呼ばれるようになり、彼女をトロット界の新星として今後を嘱望される存在へ押し上げた。
2005年4月には「NHK歌謡コンサート」で、華やかな韓服姿で歌唱したほか、2005年9月には日本の林あさ美が日本語詞で「恋してオモナ」のタイトルでカバーした他、2024年7月にはキム・ソヒとかのうみゆのユニット「アトランティスキツネ」がカバーし、10月には日本語版を配信している。
「トロット曲の12年ぶりの大ヒット」の評判から日本のレコード会社も興味を示し、チャン・ユンジョン側へ積極的な日本進出をもちかけた結果、2007年3月に来日6都市縦断ツアーが開催される運びとなった。

### オモナフォン
当曲をCMソングとして起用したLG電子のMP3対応携帯電話機種が「オモナフォン」と呼ばれた。